# Alekséi Jovanski
Alekséi Andréyevich Jovanski (Ruso: Алексей Андреевич Хованский; * 1814, Penza; † 29 de enero de 1899, Vorónezh) fue editor de la primera revista científico-lingüística de Rusia titulada Filologuícheskie Zapiski. Editaba la revista a sus propias expensas, y la administró durante 40 años. En señal de reconocimiento de su contribución en la lengua rusa, fue nombrado el caballero de la Orden de Santa Ana y de la Orden de San Vladimiro. 
Muchos científicos reconocidos, tanto  eslavos como rusos, publicaron en su revista sus artículos y trabajos. Era un “simple” maestro de Ruso, pero muchos científicos lo veían como su igual. Fiódor Busláev, Miembro de la Academia de Ciencias de Rusia, dijo: «Jovanski no simplemente publicaba lo que otros contribuían, sino que era un editor verdadero, un especialista que dirigía, corregía y complementaba los artículos de sus autores».
La meta principal de su trabajo era crear un «método de enseñar la lengua materna que fuera más inteligente, más racional, más práctico».
Nombró su método como "La Palabra Viva": «Una palabra que sea viva y maravillosa es una fuerza enorme que puede cautivar la atención del auditorio, la fuerza que puede llegar hasta el cozazón y los sentimientos. Yo diría que es el alma misma de la práctica de enseñanza. Una historia fascinante e humorística es de gran importancia para cualquier científico».
Después de su muerte que se produjo en el año 1899 se establecieron la Fundación de Khovansky y el premio anual para los mejores maestros.